# Tuizelo
Tuizelo es una freguesia portuguesa del municipio de Vinhais, con 34,80 km² de superficie y 505 habitantes (2001). Su densidad de población es de 14,5 hab/km².